# Hyllus prenanti
Hyllus prenanti är en spindelart som först beskrevs av Berland, Millot 1941.  Hyllus prenanti ingår i släktet Hyllus och familjen hoppspindlar. Inga underarter finns listade i Catalogue of Life.